# Urbano de Maillé, Marquês de Brézé
Urbano de Maillé, Marquês de Brézé (1597 – 13 de Fevereiro de 1650) foi um nobre francês e marquês de Brézé, e marechal da França durante a Guerra dos Trinta Anos e a Guerra Franco-Espanhola (1635-1659). 

## Casamento e descendência
Em 25 de novembro de 1627 casou com Nicole du Plessis, irmã do Cardeal de Richelieu. Tiveram dois filhos:
1. João Armando de Maillé, Marquês de Brézé (18 de outubro de 1619 - 14 de junho de 1646)
2. Clara Clemência de Maillé - (25 de fevereiro de 1628 - 16 de abril de 1694) casou com Luís II de Bourbon-Condé, conhecido como "O Grande Condé", com descendência.